# Gedanken im Kriege

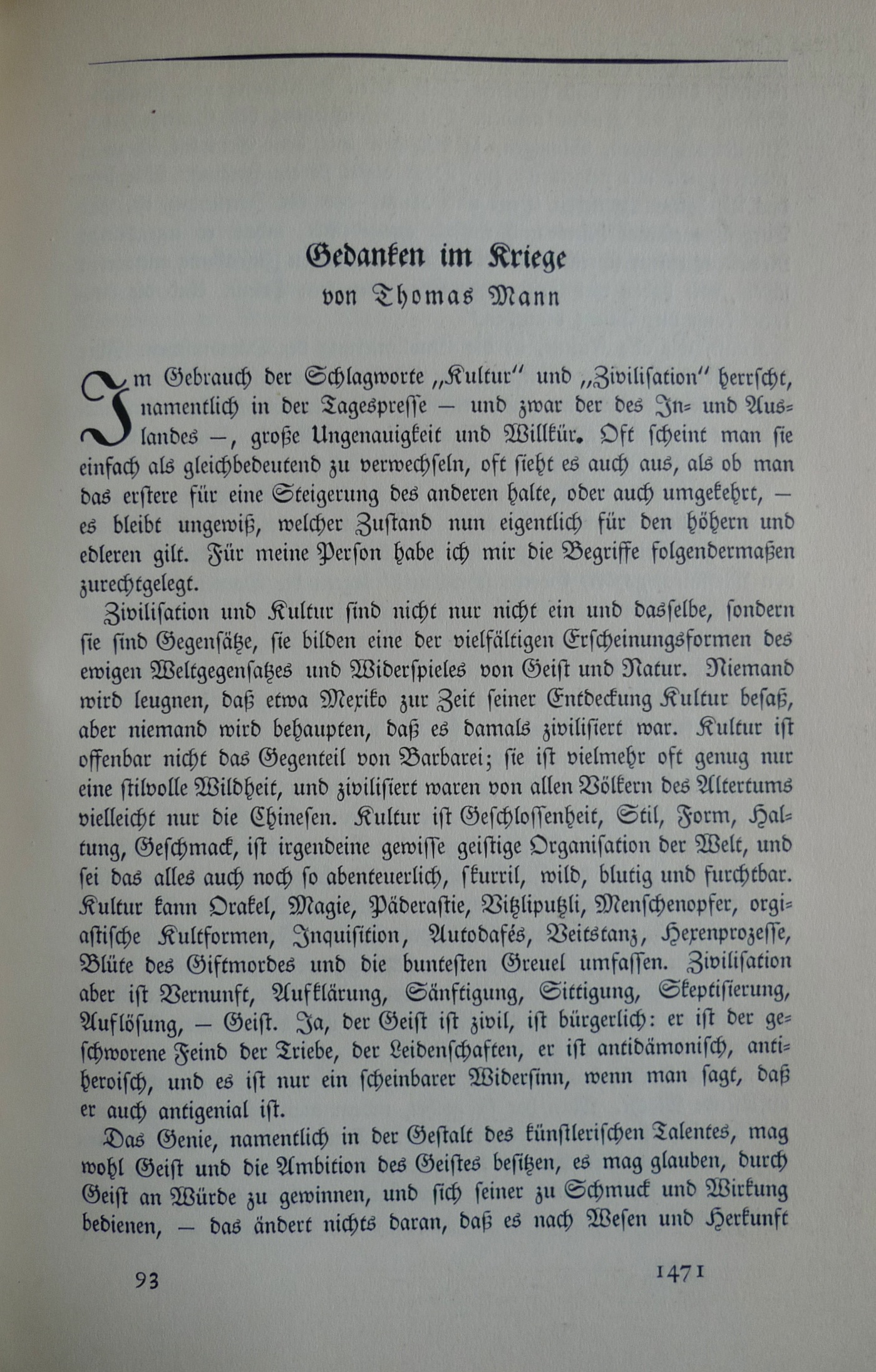
Gedanken im Kriege, Abdruck in der Neuen Rundschau, November 1914

Gedanken im Kriege ist ein Essay von Thomas Mann. Der Text entstand unmittelbar nach Ausbruch des Ersten Weltkriegs und wurde im November 1914 in der Zeitschrift Neue Rundschau erstmals veröffentlicht. Der Autor feiert darin den Krieg als Befreiung. Deutschland beschreibt er als Land der Kultur, das sich im Kampf gegen die westliche Zivilisation zu behaupten habe.

## Inhalt
Thomas Mann versucht in dem nur 14 Seiten starken Essay zu zeigen, dass der Krieg zwischen Deutschland und Frankreich auf einen tiefergehenden, kulturellen Gegensatz zurückzuführen sei.
Zivilisation und Kultur
Die Gegenüberstellung von Zivilisation und Kultur bildet den Ausgangspunkt seiner Überlegungen. Der Autor sieht in diesen Begriffen fundamentale Gegensätze. Sie sind seiner Definition zufolge eine Erscheinungsform des „Widerspieles von Geist und Natur“.
Verkörpert sieht Mann diese Prinzipien beispielhaft in Voltaire und Friedrich dem Großen. Voltaire stehe für die Aufklärung, für Vernunft, Geist, bürgerliche Sittlichkeit und alles Zivile, also für die Zivilisation. Friedrich dagegen für das Dämonische, das Genie, die heroische Pflichterfüllung und das Soldatische; kurz gesagt: für die Kultur.
Wie in der Gegenüberstellung von Voltaire und Friedrich bereits angedeutet, identifiziert der Autor Frankreich mit dem Begriff der Zivilisation, Deutschland dagegen mit der Kultur. Der Krieg ist für ihn daher auch eine Auseinandersetzung zwischen diesen beiden Prinzipien.
Der Krieg als Befreiung
Obwohl Deutschland nach Meinung Thomas Manns den Krieg nicht gewollt habe, werde dieser nun als „Befreiung“ und „Reinigung“ emphatisch begrüßt. Vor allem die „Herzen der Dichter“ seien „sogleich in Flammen“ gestanden. Denn diese hätten eher als andere gespürt, dass die Friedenswelt im Ganzen an den „Zersetzungsstoffen der Zivilisation“ gekrankt habe.
Dabei gehe es den Dichtern weniger um Sieg und Eroberung als um den „Krieg an sich“. Mit ihm verbunden sei der „schwärmerische Zusammenschluss der Nation“ und die gemeinsame „Bereitschaft zu tiefster Prüfung“. Erst im Kriege würde sich Deutschlands „ganze Tugend und Schönheit“ entfalten.
Die Rolle Frankreichs
Frankreich dagegen verfalle durch den Krieg, anders als Deutschland, in „Tollwut und schimpfliche Hysterie“. Es mache sich verschiedener Kriegsverbrechen schuldig, nutze unzulässige Geschosse, schände Verwundete und ermorde deutsche Ärzte.
Bei alldem handle Frankreich „wenig männlich“. Ein halbes Jahrhundert hätten Franzosen mit Blick auf Deutschland „Revanche“ gefordert und schrien nun, da deutsche Kanonen Reims beschießen würden, um Hilfe für die „Zivilisation“. Gleichzeitig betonten sie, es sei Unrecht, gegen Frankreich die Hand zu erheben. Damit nähmen die Franzosen „Damenrechte“ für sich in Anspruch.
Gleichzeitig, so kritisiert Mann weiter, wollten die Westmächte Deutschland mit diesem Krieg „erziehen“. Ziel sei eine Art „Zwangszivilisierung“ Deutschlands. Man glaube auf Seiten Englands und Frankreichs für die Sache der Demokratie zu kämpfen und hoffe, dass eine Niederlage Deutschlands zu einer Revolution gegen die Hohenzollern führe.

## Einordnung

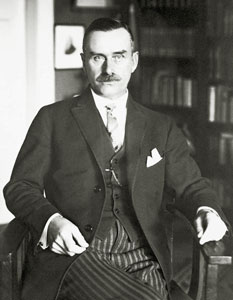
Thomas Mann in den 1920er Jahren

Thomas Mann war bei Ausbruch des Krieges 39 Jahre alt und wurde zunächst wie Millionen andere auch von einer allgemeinen Kriegsbegeisterung ergriffen. Der 14-seitige Essay Gedanken im Kriege war seine erste politische Arbeit.
Mann stellte sich damit in eine Reihe von Autoren wie Hugo von Hofmannsthal, Gerhart Hauptmann oder Richard Dehmel, die den Krieg zu einer geistig-kulturellen Auseinandersetzung verklärten.
Bei vielen Freunden löste er dadurch Bestürzung aus. Vor allem geriet er mit seiner Haltung in scharfen Gegensatz zu seinem pazifistisch orientierten Bruder Heinrich Mann, der ihm vorwarf, er nehme für seine geistigen Liebhabereien „Elend und Tod der Völker in Kauf“.
Thomas Mann geriet unter Rechtfertigungsdruck. In seinem vier Jahre später (1918) veröffentlichten Groß-Essay Betrachtungen eines Unpolitischen blieb er zwar weitgehend bei seiner Haltung, argumentierte aber differenzierter und blickte auch relativierend auf die Gedanken im Kriege zurück.

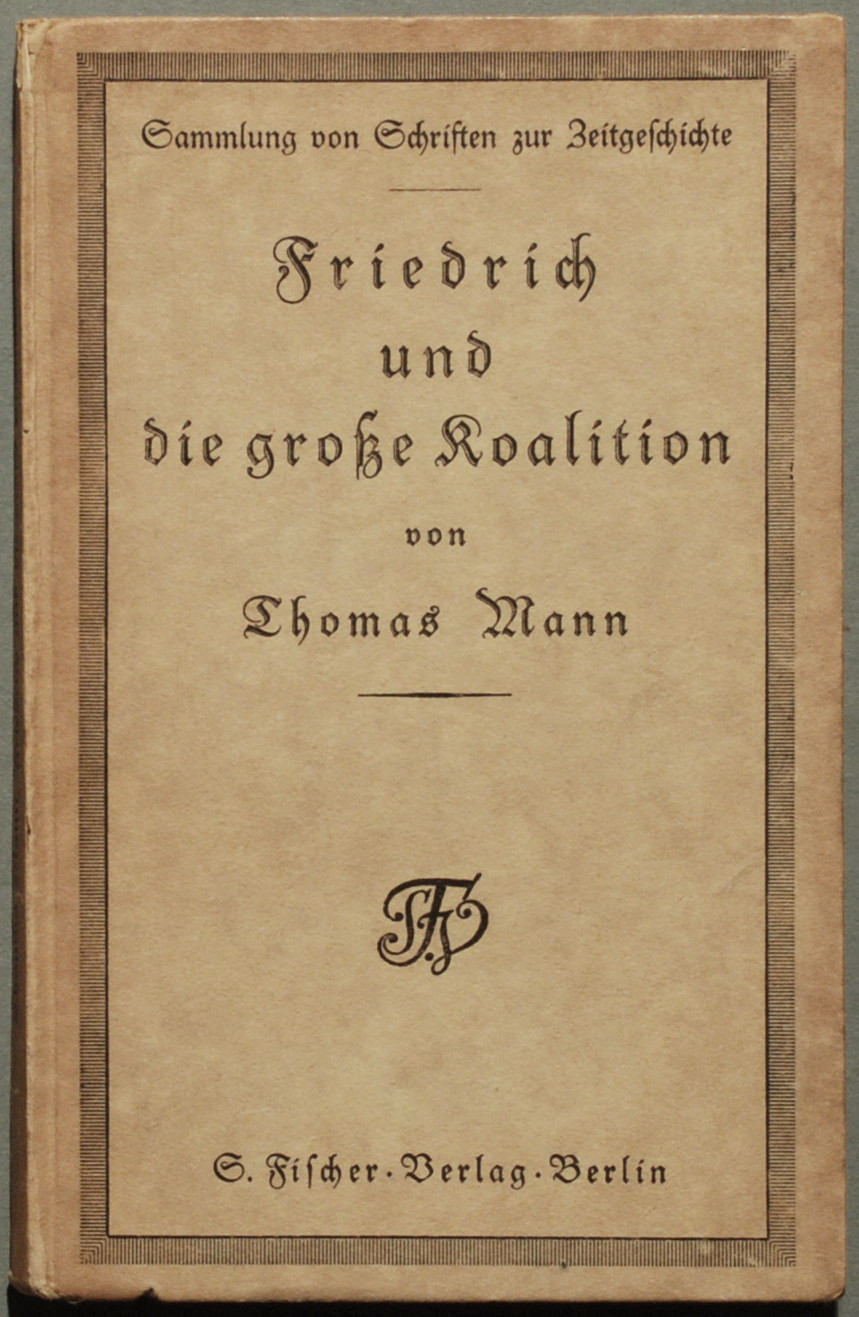
Titelblatt des Sammelbands Friedrich und die große Koalition. Foto: H.-P.Haack

Eine Neueinschätzung nahm er erst 1922 in seiner Rede Von deutscher Republik vor. Darin bekannte er sich schließlich eindeutig zur Demokratie.
Bezeichnend ist auch, dass Mann seinen Aufsatz nur noch einmal veröffentlichen ließ: 1915 in seiner Schriftensammlung Friedrich und die große Koalition. Hier allerdings erschien der Text schon in verkürzter und abgemilderter Version. Die Nachkriegsausgaben dieser Schriftensammlung enthielten den Aufsatz bereits nicht mehr. Er wurde zu Lebzeiten des Autors auch nicht mehr nachgedruckt.

## Zitate
- Wie die Herzen der Dichter sogleich in Flammen standen, als jetzt Krieg wurde!
- Die Deutschen sind bei weitem nicht so verliebt in das Wort "Zivilisation", wie die westlichen Nachbarnationen; sie pflegen weder französisch-renommistisch damit herumzufuchteln, noch sich seiner auf englisch-bigotte Art zu bedienen. Sie haben "Kultur" als Wort und Begriff immer vorgezogen.
- Warum vor allem ist Deutschlands Sieg unzweifelbar? Weil die Geschichte nicht dazu da ist, Unwissenheit und Irrtum mit dem Siege zu krönen.